# Cavalerius
Cavalerius est un cratère lunaire situé sur la face visible de la Lune à l'ouest de l'Oceanus Procellarum. Il se trouve près des cratères marius, Galilaei et Reiner. Le bord du cratère Cavalerius est relativement élevé, s'élevant à plus de 3 kilomètres de hauteur. Il y a des fissures dans les parties nord et sud du rebord et des parois intérieures. Dans le milieu du fond du cratère s'élève un pic central bas, avec des crêtes voisines au nord et à l'est.  
Le cratère Cavalerius est situé au nord-est du site d'atterrissage de la sonde spatiale robotisée Luna 9, le premier véhicule ayant réalisé un atterrissage contrôlé sur la surface lunaire. 
En 1935, l'Union astronomique internationale lui a attribué le nom de Cavalerius en l'honneur du mathématicien et astronome italien Bonaventura Cavalieri.
Par convention, les cratères satellites sont identifiés sur les cartes lunaires en plaçant la lettre sur le côté du point central du cratère qui est le plus proche de Cavalerius.
| Cavalerius | Latitude | Longitude | Diamètre |
| ---------- | -------- | --------- | -------- |
| A          | 4.5° N   | 69.5° W   | 14 km    |
| B          | 6.0° N   | 71.0° W   | 39 km    |
| C          | 5.8° N   | 69.2° W   | 8 km     |
| D          | 8.6° N   | 68.3° W   | 52 km    |
| E          | 7.7° N   | 69.9° W   | 9 km     |
| F          | 8.1° N   | 65.3° W   | 7 km     |
| K          | 10.3° N  | 69.2° W   | 10 km    |
| L          | 10.4° N  | 70.2° W   | 10 km    |
| M          | 10.3° N  | 71.5° W   | 12 km    |
| U          | 10.1° N  | 67.4° W   | 7 km     |
| W          | 6.9° N   | 67.3° W   | 7 km     |
| X          | 9.2° N   | 66.6° W   | 4 km     |
| Y          | 10.7° N  | 69.8° W   | 7 km     |
| Z          | 11.0° N  | 69.5° W   | 4 km     |